# Rosenbergia hudsoni
Rosenbergia hudsoni là một loài bọ cánh cứng trong họ Cerambycidae.